# 珠光路
珠光路位于中国广州市，是一条呈东西走向的道路。

## 与之交汇道路
- 顺序由东往西排列
- 德政南路
- 文德南路
- 北京路